# The Keeper - Il custode
The Keeper - Il custode (The Keeper) è un film del 1976 diretto da Thomas Y. Drake.

## Trama
Il custode del manicomio "Underwood Asylum" è un sinistro e storpio amministratore dell'istituto che, ha i malati di mente delle famiglie più ricche. Queste famiglie presto iniziano a morire in circostanze misteriose, lasciando grandi eredità ai pazienti.  L'investigatore privato Dick Driver, assunto da un cliente del manicomio per indagare, scopre che il custode sottopone tutti i pazienti a droghe pesanti e ipnotismo.